# Полуацетали

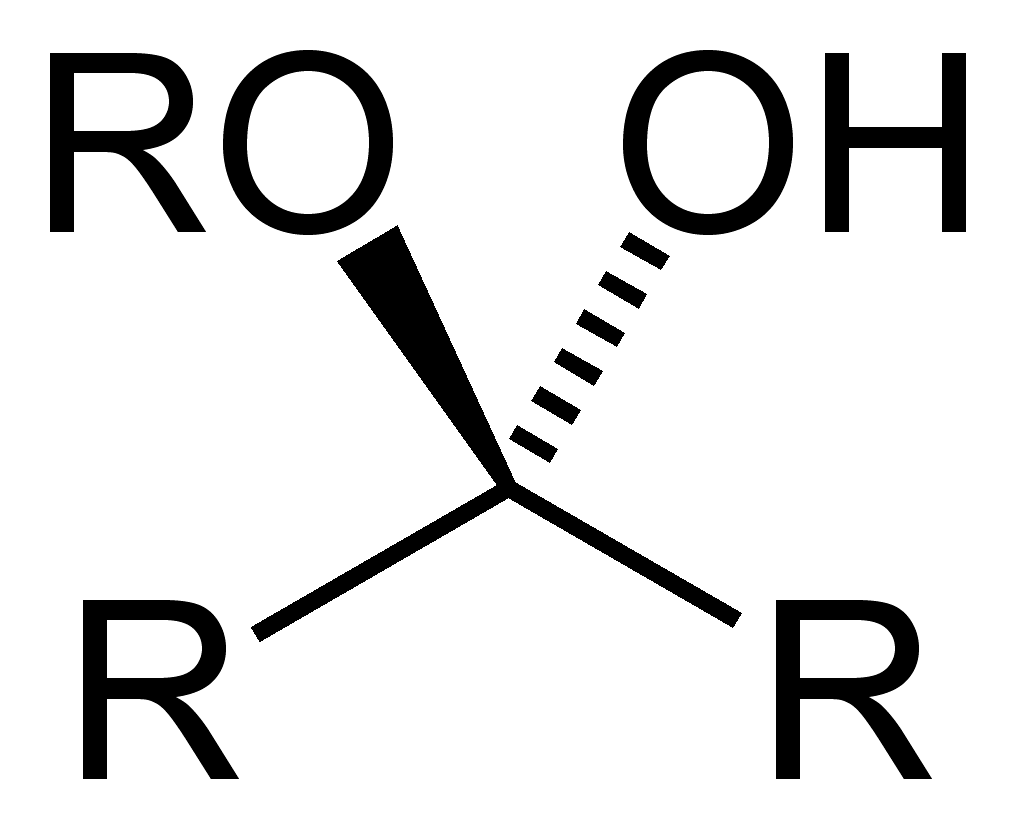
Общая формула полуацеталей

Полуацетали (от греч. hèmi — полу + ацетали) — органические соединения, образующееся при присоединении спиртов к альдегидам или кетонам. Полуацетали отличаются от ацеталей тем, что в случае первых к карбонильной группе присоединяется только одна молекула спирта, тогда как ацетали образуются с участием двух молекул спирта.

## Общая формула и получение
Полуацетали можно описать общей формулой R1R2C(OH)OR, где R1 и R2 являются углеводородными радикалами либо водородом, а R водородом не является. Иногда особо выделяют также полукетали — такие полуацетали, в которых группы R1 и R2 являются углеводородными радикалами. Соответственно, полукетали являются продуктами взаимодействия спирта с кетонами.